# Israelisk agora

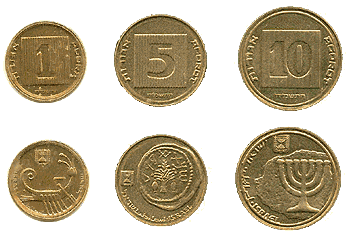
Mynt för 1, 5 och 10 agorot.

Agora (hebreiska: אגורה; plural: אגורות, agorot) är en valutaenhet i Israel som motsvarar 1⁄100 ny israelisk shekel (NIS). Tidigare motsvarade en agora 1⁄100 israelisk lira (1960–1980) och 1⁄100 israelisk shekel (1980–1985).
Namnet agora användes för första gången 1960, då den israeliska regeringen beslutade att ändra indelningen av den israeliska liran från 1000 prutot till 100 agorot. Namnet föreslogs av Akademin för det hebreiska språket, och kommer från den hebreiska Bibeln (1 Sam 2:36), där agorat kessef betyder ”en silverbit”.